# گربه‌خوان خالدار
گربه‌خوان خالدار (نام علمی: Ailuroedus melanotis) نام یک گونه از سرده گربه‌خوان‌ها است.